# Colonia Militar
Colonia Militar är en ort i Mexiko.   Den ligger i kommunen Mineral de la Reforma och delstaten Hidalgo, i den sydöstra delen av landet, 90 km nordost om huvudstaden Mexico City. Colonia Militar ligger 2 510 meter över havet och antalet invånare är 1 778.
Terrängen runt Colonia Militar är huvudsakligen kuperad, men åt sydväst är den platt. Runt Colonia Militar är det mycket tätbefolkat, med 1 135 invånare per kvadratkilometer. Närmaste större samhälle är Pachuca de Soto, 3,2 km väster om Colonia Militar. Omgivningarna runt Colonia Militar är i huvudsak ett öppet busklandskap.